# Grądzik (Chmielewo Wielkie)
Grądzik – część wsi Chmielewo Wielkie w Polsce, położona w województwie mazowieckim, w powiecie mławskim, w gminie Wieczfnia Kościelna.
W latach 1975–1998 Grądzik administracyjnie należał do województwa ciechanowskiego.
Wierni kościoła rzymskokatolickiego należą do parafii  NMP Królowej Polski w Olszewie-Borkach.